# Sonnet au Christ crucifié
 (janvier 2020).
Le sonnet anonyme au Christ crucifié, également connu par son premier verset: « No me mueve, mi Dios, para quererte » (voir ci-dessous le texte), est l'un des joyaux de la poésie mystique en espagnol. Il pourrait être considéré comme le meilleur sonnet de la poésie espagnole de la seconde moitié du XVIe siècle. 

## La paternité du sonnet
Bien que son auteur reste inconnu, il est attribué par beaucoup à l'un des docteurs de l'Église, à Saint-Jean d'Avila, ainsi qu'à l'augustinien Miguel de Guevara, qui a publié le sonnet dans son ouvrage l'Art doctrinal et la manière générale d'apprendre la langue maternelle (1638), tandis que d'autres pointent vers d'autres auteurs. Bien qu'il ait été imprimé pour la première fois dans l'œuvre du médecin madrilène Antonio de Rojas, La vie de l'esprit (Madrid, 1628), il a longtemps circulé dans une version manuscrite.  
Argument fort pour Jean d'Avila
L'argument le plus fort pour attribuer la paternité à Jean d'Avila, comme le souligne Marcel Bataillon, est le précédent de l'idée centrale du sonnet (l'amour de Dieu pour Dieu lui-même) qui se trouve dans de nombreux textes du saint, tel, par exemple, Audi filia, où le saint dit: 
"Aunque no hubiese infierno que amenazase, ni paraíso que convidase, ni mandamiento que constriñese, obraría el justo por sólo el amor de Dios lo que obra." -cap. L (en français : "Même s'il n'y avait pas l'enfer pour nous menacer, ni le paradis à convoiter, ni aucun autre commandement à nous contraindre, le juste œuvrerait rien que par amour de Dieu ce qu'il œuvre".-chap.L).   
Attributions non fondées
L'attribution de la paternité à sainte Thérèse d'Avila ne tient pas, car la sainte mystique ne savait pas faire face aux mètres longs; le sonnet ne peut non plus être attribué à saint François Xavier ou à saint Ignace de Loyola, car aucune œuvre poétique significative leur appartenant n'est conservée. Montoliú, pour sa part, défend la thèse selon laquelle l'auteur du sonnet peut être Lope de Vega . 
Le thème du sonnet est l'idéal chrétien de l'abnégation sans récompense.

## Le texte du sonnet
| Le poème en espagnol No me mueve, mi Dios, para quererte el Cielo que me tienes prometido ni me mueve el Infierno tan temido para dejar por eso de ofenderte. Tú me mueves, Señor. Muéveme el verte clavado en una cruz y escarnecido; muéveme el ver tu cuerpo tan herido, muévenme tus afrentas, y tu muerte. Muéveme, en fin, tu amor, y en tal manera, que, aunque no hubiera Cielo, yo te amara, y, aunque no hubiera Infierno, te temiera. No me tienes que dar porque te quiera, pues, aunque lo que espero no esperara, lo mismo que te quiero te quisiera. | Sa traduction en français Ça ne m'émeut pas, mon Dieu, de t'aimer le paradis que tu m'as promis l'enfer ne me fait pas tant peur pour arrêter de t'offenser pour cela. Tu m'émeus, Seigneur. Émeus-moi pour te voir cloué sur une croix et moqué ; Émeus-moi de voir ton corps si blessé, Je suis ému par les affronts et ta mort. Émeus-moi, enfin, ton amour, et ainsi, que, même s'il n'y avait pas de Paradis, je t'aimerais, et, même s'il n'y avait pas d'Enfer, je te craindrais. Tu n'as pas à me donner parce que je t'aime Eh bien, bien que ce que j'espère n'attendra pas, De même que je t'aime, je t'aimerais. une autre traduction (qui, humblement, me semble plus fidèle) Ne me pousse, mon Dieu, à t’aimer le Ciel que tu m’as promis, ni me pousse l’Enfer tant redouté, à cesser pour cela de t’offenser. Ma raison c’est toi, Seigneur, c’est te voir cloué sur une croix et par tous bafoué, c’est de voir ton corps tant blessé, c’est les affronts subis et puis ta mort. Me pousse en vrai ton amour, de telle façon que même sans Ciel je t’aimerais, et même sans Enfer je te craindrais. Tu ne me dois rien parce que je t’aime, car même si ce que j’attends, je ne l’attendais, autant que je t’aime je t’aimerais. |